# Registro Regional de Internet
Un Registro Regional de Internet, en inglés Regional Internet Registry (RIR), es una organización que supervisa la asignación y el registro de recursos de números de Internet dentro de una región particular del mundo. Los recursos incluyen direcciones IP (tanto IPv4 como IPv6) y números de sistemas autónomos (para su uso en encaminamiento BGP).
En su origen el registro global de direcciones IP era un listado de direcciones IP con detalles de la organización a la que se había asignado. Ante el crecimiento de esta lista surgió el IANA (Internet Assigned Numbers Authority) para regular la asignación de direcciones IP. Con la rápida expansión de Internet, IANA no podría satisfacer la demanda de direcciones, surgió la idea de administrar los recursos numéricos mediante organizaciones subsidiarias a nivel regional, estableciendo los Registros Regionales de Internet (RIR).

Registros Regionales de Internet

Hay actualmente 5 RIR en funcionamiento:
- American Registry for Internet Numbers (ARIN)[1] para Estados Unidos y Canadá.
- RIPE Network Coordination Centre (RIPE NCC)[2] para Europa, el Oriente Medio y Asia Central.
- Asia-Pacific Network Information Centre (APNIC)[3] para Asia y la Región Pacífica.
- Latin American and Caribbean Internet Address Registry (LACNIC)[4] para América Latina y el Caribe.
- African Network Information Centre (AfriNIC)[5] para África

## Por qué se crearon los RIR
Todos los dispositivos conectados a una red IP necesitan tener una dirección IP. Las direcciones IP y los números de sistema autónomo son recursos finitos. Esto significa que algún día se agotarán. Es necesario que haya un manejo neutral y efectivo de estos recursos para asegurar la distribución justa e igualitaria así como para prevenir el acaparamiento.

## La relación entre los RIR y la ICANN
La Corporación de Internet para la Asignación de Nombres y Números (ICANN) delega los recursos de Internet a los RIR, y a su vez los RIR siguen sus políticas regionales para una posterior subdelegación de recursos a sus clientes, que incluyen proveedores de servicios de Internet (ISP) y organizaciones para uso propio. Dar
Colectivamente, los RIR participan en la Number Resource Organization (NRO), formada como una entidad para representar sus intereses colectivos, llevar a cabo actividades conjuntas y coordinar las actividades de los RIR globalmente.
La NRO ha llegado a un acuerdo con ICANN para el establecimiento de la Organización para el Soporte de Direcciones (Address Supporting Organization (ASO)), la cual se encarga de la coordinación de las políticas de direccionamiento IP global dentro del marco de la ICANN.